# North Valley
North Valley è un census-designated place (CDP) degli Stati Uniti d'America della contea di Bernalillo nello Stato del Nuovo Messico. La popolazione era di 11,333 persone al censimento del 2010. Fa parte dell'area statistica metropolitana di Albuquerque. Un altro nome per "North Valley" è "North Albuquerque".

## Geografia fisica
North Valley è situata a 35°10′17″N 106°37′24″W (35.171491, -106.623256).
Secondo lo United States Census Bureau, ha un'area totale di 7,0 miglia quadrate (18,2 km²).

## Società

### Evoluzione demografica
Secondo il censimento del 2000, c'erano 11,923 persone.

### Etnie e minoranze straniere
Secondo il censimento del 2010, la composizione etnica del CDP era formata dal 73,62% di bianchi, l'1,04% di afroamericani, il 2,91% di nativi americani, lo 0,41% di asiatici, lo 0,06% di oceanici, il 18,19% di altre razze, e il 3,77% di due o più etnie. Ispanici o latinos di qualunque razza erano il 56,81% della popolazione.